# Copa del Món de Futbol de 1974 - Grup A
El Grup A de la Copa del Món de Futbol 1974, disputada a l'Alemanya Occidental, formava part de la segona fase de la competició. Estava compost per quatre equips, que s'enfrontaren entre ells amb un total de 6 partits. El més ben classificat va jugar la final, mentre que el segon va disputar el partit pel segon lloc.

## Integrants
El grup A està integrat per les seleccions següents:
| Alemanya Oriental | Brasil          | Països Baixos   | Argentina       |
| ----------------- | --------------- | --------------- | --------------- |
| (1r del Grup 1)   | (2n del Grup 2) | (1r del Grup 3) | (2n del Grup 4) |

## Classificació
| Pos | Equip             | PJ | PG | PE | PP | GF | GC | DG | Pts | Classificació                    |
| --- | ----------------- | -- | -- | -- | -- | -- | -- | -- | --- | -------------------------------- |
| 1   | Països Baixos     | 3  | 3  | 0  | 0  | 8  | 0  | +8 | 6   | Avança a la final                |
| 2   | Brasil            | 3  | 2  | 0  | 1  | 3  | 3  | 0  | 4   | Avança al partit pel tercer lloc |
| 3   | Alemanya Oriental | 3  | 0  | 1  | 2  | 1  | 4  | −3 | 1   |                                  |
| 4   | Argentina         | 3  | 0  | 1  | 2  | 2  | 7  | −5 | 1   |                                  |

## Partits

### Països Baixos vs Argentina
| Països Baixos                        | 4–0     | Argentina |
| ------------------------------------ | ------- | --------- |
| Cruyff 11', 90' · Krol 25' · Rep 73' | Informe |           |

### Brasil vs Alemanya Oriental
| Brasil       | 1–0     | Alemanya Oriental |
| ------------ | ------- | ----------------- |
| Rivelino 60' | Informe |                   |

### Argentina vs Brasil
| Argentina    | 1–2     | Brasil                       |
| ------------ | ------- | ---------------------------- |
| Brindisi 35' | Informe | Rivelino 32' · Jairzinho 49' |

### Alemanya Oriental vs Països Baixos
| Alemanya Oriental | 0–2     | Països Baixos                 |
| ----------------- | ------- | ----------------------------- |
|                   | Informe | Neeskens 7' · Rensenbrink 59' |

### Argentina vs Alemanya Oriental
| Argentina    | 1–1     | Alemanya Oriental |
| ------------ | ------- | ----------------- |
| Houseman 20' | Informe | Streich 14'       |

### Països Baixos vs Brasil
| Països Baixos             | 2–0     | Brasil |
| ------------------------- | ------- | ------ |
| Neeskens 50' · Cruyff 65' | Informe |        |